# Мужская сборная США по баскетболу 3×3
Мужская сборная США по баскетболу 3×3 представляет США на международных соревнованиях по баскетболу 3×3. Управляющим органом является Федерация баскетбола США.
По состоянию на 16 августа 2024, мужская сборная США по баскетболу 3×3 занимает 2-е место в мировом рейтинге ФИБА мужских сборных по баскетболу 3×3.

## Результаты выступлений
| Турнир                           | Золото | Серебро | Бронза | Всего |
| -------------------------------- | ------ | ------- | ------ | ----- |
| Олимпийские игры                 | —      | —       | —      | —     |
| Чемпионат мира по баскетболу 3×3 | 1      | 2       | 0      | 3     |
| Чемпионат Америки (3×3 AmeriCup) | 2      | 0       | 0      | 2     |
| Панамериканские игры             | 2      | 0       | 0      | 2     |
| Итого                            | 10     | 3       | 2      | 15    |

### Летние Олимпийские игры
| Год        | Место          | Игры           | Победы         | Поражения      | Состав команды                                             |
| ---------- | -------------- | -------------- | -------------- | -------------- | ---------------------------------------------------------- |
| 2020       | не участвовали | не участвовали | не участвовали | не участвовали | не участвовали                                             |
| Париж 2024 | 7              | 7              | 2              | 5              | Каньон Бэрри, Джиммер Фредетт, Карим Мэддокс, Дилан Трэвис |

### Чемпионат мира по баскетболу 3×3
| Год            | Место          | Игры           | Победы         | Поражения      | Состав команды                                                |
| -------------- | -------------- | -------------- | -------------- | -------------- | ------------------------------------------------------------- |
| Афины 2012     | 7              | 7              | 5              | 2              | Adetayo Adesanya, Ira Brown, Tyree Hardge, Allen Williams     |
| Москва 2014    | 14             | 6              | 2              | 4              | Thomas Darrow, Demetrius Miller, Craig Moore, Jitim Young     |
| Гуанчжоу 2016  | 2              | 7              | 6              | 1              | Stefhon Hannah, Mychael Henry, Kavon Lytch, Alfonzo McKinnie  |
| Нант 2017      | 7              | 5              | 3              | 2              | Zahir Carrington, Damon Huffman, Dan Mavraides, Craig Moore   |
| 2018           | не участвовали | не участвовали | не участвовали | не участвовали | не участвовали                                                |
| Амстердам 2019 | 1              | 7              | 7              | 0              | Каньон Бэрри, Damon Huffman, Робби Хаммел, Карим Мэддокс      |
| Антверпен 2022 | 7              | 6              | 4              | 2              | Kidani Brutus, Khalil Iverson, Dominique Jones, James Parrott |
| Вена 2023      | 2              | 7              | 6              | 1              | Каньон Бэрри, Джиммер Фредетт, Карим Мэддокс, Дилан Трэвис    |

### Чемпионат Америки по баскетболу 3×3 (AmeriCup)
| Год           | Место | Игры | Победы | Поражения | Состав команды                                                |
| ------------- | ----- | ---- | ------ | --------- | ------------------------------------------------------------- |
| Майами 2021   | 1     | 5    | 5      | 0         | Trey Bardsley, Каньон Бэрри, Charlie Brown Jr., Карим Мэддокс |
| Майами 2022   | 1     | 5    | 5      | 0         | Каньон Бэрри, Джиммер Фредетт, Карим Мэддокс, Дилан Трэвис    |
| Сан-Хуан 2023 | 6     | 3    | 2      | 1         | Trey Bardsley, Devin Riley Cannady, Mitch Hahn, Bryce Wills   |

### Панамериканские игры
| Год           | Место | Игры | Победы | Поражения | Состав команды                                               |
| ------------- | ----- | ---- | ------ | --------- | ------------------------------------------------------------ |
| Лима 2019     | 1     | 7    | 4      | 3         | Sheldon Jeter, Доминик Джонс, Карим Мэддокс, Jonathan Octeus |
| Сантьяго 2023 | 1     | 5    | 5      | 0         | Каньон Бэрри, Джиммер Фредетт, Карим Мэддокс, Дилан Трэвис   |